# Duncan Steel
Duncan I. Steel, född 11 juni 1955 i Midsomer Norton, England, är en brittisk astronom.
Han är medlem av Royal Astronomical Society och Internationella astronomiska unionen.
Minor Planet Center listar honom som D. I. Steel och som upptäckare av 12 asteroider.
Asteroiden 4713 Steel är uppkallad efter honom.

## Asteroider upptäckta av Duncan Steel
| 5263 Arrius          | 13 april 1991    |
| 6828 Elbsteel        | 12 november 1990 |
| 9038 Helensteel      | 12 november 1990 |
| 9193 Geoffreycopland | 10 mars 1992     |
| 9758 Dainty          | 13 april 1991    |
| 9767 Midsomer Norton | 10 mars 1992     |
| 10107 Kenny          | 27 mars 1992     |
| 16578 Essjayess      | 29 mars 1992     |
| 24734 Kareness       | 10 mars 1992     |
| 55815 Melindakim     | 31 december 1994 |
| 58196 Ashleyess      | 10 mars 1992     |
| 69311 Russ           | 21 augusti 1992  |